# Cannolo

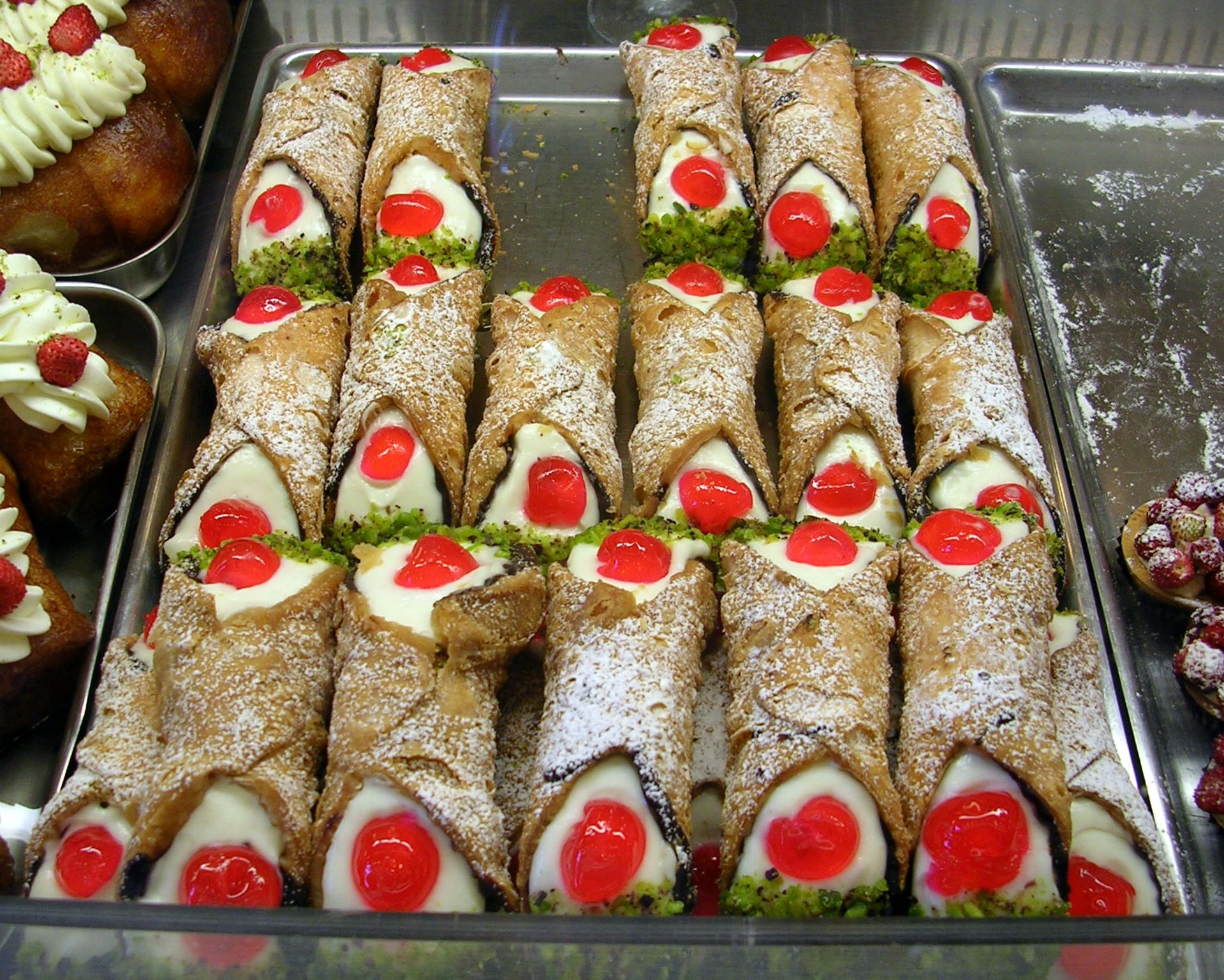
Cannoli mit kandierten Früchten

Cannolo (ital., Mehrzahl: cannoli) ist ein gefülltes Gebäck aus Sizilien. Es besteht aus einer frittierten Teigrolle mit einer süßen cremigen Füllung, die Ricotta, Vanille, Kakao, Schokoladenstückchen oder kandierte Früchte enthält.
Cannoli waren ursprünglich eines von verschiedenen Schmalzgebäcken, die in der Fastnachtszeit gegessen wurden, werden jetzt aber das ganze Jahr über hergestellt. 
Das italienische Wort cannolo heißt wörtlich übersetzt „kleines Rohr“ und bezieht sich auf die röhrenartige Backform, um die der Teig zum Frittieren gewickelt wird. Früher waren das zugeschnittene Stücke von Schilfrohr. Heute verwendet man kleine Zylinder aus Stahl. 
Eine Variante sind Cannoli di Pasta sfoglia (Cannoli aus Blätterteig). Sie werden ebenfalls auf rollenförmigen Backformen gebacken, der Teig wird hier jedoch so aus einem Blätterteigstreifen um die Form gewickelt, dass sich eine spiralförmige Optik ergibt. 